# リゴベルト・リアスコ
リゴベルト・リアスコ（Rigoberto Rodrigo Riasco Esquivel, 1953年1月11日 - 2022年8月29日）は、パナマのプロボクサー。パナマ県パナマシティ出身。元WBC世界ジュニアフェザー級王者。

## 来歴
1968年8月25日、プロデビュー。
1973年12月15日、パナマフライ級王座決定戦でラファエル・オルテガと対戦し、12回判定勝ちで王座を獲得した。
1974年9月21日、フリッパー上原と対戦し、10回判定勝ち。
1975年5月31日、28戦目で世界王座初挑戦。WBA世界フェザー級王者アレクシス・アルゲリョに挑戦し、2回KO負けで王座獲得ならず。
1976年4月3日、31戦目の初代WBC世界ジュニアフェザー級王座決定戦でワルインゲ中山と対戦し、8回終了時にワルインゲが棄権・TKO勝ちで世界王座を獲得した。同王座はリビオ・ノラスコ、廉東均相手に2度の防衛に成功した。
1976年10月9日、3度目の防衛戦でロイヤル小林と対戦し、8回KO負けで王座から陥落した。
王座陥落から4年9か月後の1981年7月25日に復帰するも、1982年3月20日の試合を最後に引退した。

## 獲得タイトル
- 初代WBC世界ジュニアフェザー級王座（防衛2度）